# Andorra nos Jogos Olímpicos de Verão de 2000
Andorra participou dos Jogos Olímpicos de Verão de 2000 em Sydney, Austrália.